# متلازمة العش الفارغ

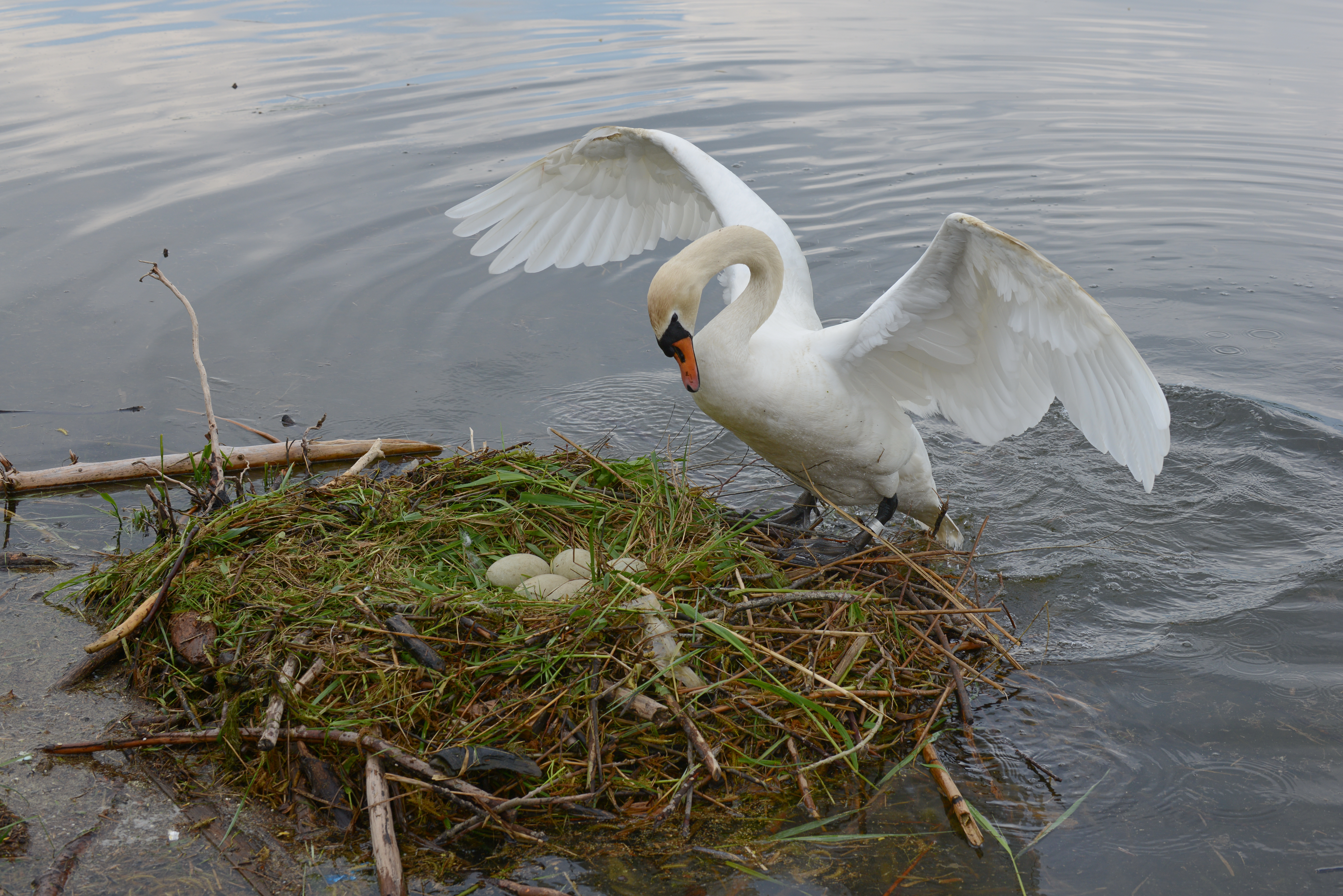

متلازمة العش الفارغ أو متلازمة العش الخال (بالإنجليزية: Empty nest syndrome) هو شعور بالحزن أو الوحدة التي قد يشعر بها الآباء كنتيجة لمغادرة أبنائهم المنزل لأول مرة، كأن ينتقل البناء للعيش بمفردهم أو لحضور كلية أو جامعة. وهذه المتلازمة ليست حالة سريرية.
باعتبار أن انتقال الأبناء من منزل أسرهم أمر طبيعي وصحي الحدوث، فإن أعراض متلازمة العش الفارغ غالبا ما تمضي دون أن يتم إدراكها. وهذا يمكن أن يؤدي بدوره إلى اكتئاب الوالدن أو عدم وضوح الرؤية، لأن رحيل الأبناء من «العش» يؤدي إلى تعديلات في حياة الآباء والأمهات. وتُعتبر متلازمة العش الفارغ شائعة بشكل خاص في الأمهات ربات المنزل.

## الأعراض والعلامات
جميع الآباء والأمهات عرضة لمتلازمة العش الغارغ، على الرغم من أن بعض العوامل الأخرى يمكن أن تخلق استعدادا لذلك. وتشمل هذه العوامل الزواج غير المستقر أو غير المُرضي، والشعور بالذات القائم أساسا على الهوية كوالد، أو صعوبة قبول التغيير بشكل عام. وقد يكون الوالدان المتفرغان (ربة المنزل أو رب المنزل)أكثر عُرضة بشكل خاص لمتلازمة العش الفارغ. كما أن كبار السن الذين يتعاملون مع أحداث الحياة المجهدة الأخرى مثل انقطاع الطمث، أو وفاة الزوج، أو التقاعد عن العمل هم أيضا أكثر عرضة لهذه المتلازمة.
يمكن أن تشمل أعراض متلازمة العش الفارغ كل من الاكتئاب، والشعور بفقدان الغرض (عدم وضوح الرؤية)، ومشاعر من الرفض أو القلق، والإجهاد، والقلق على رفاه الابن. وغالبا ما يتسائل الآباء والأمهات الذين يعانون من متلازمة العش الفارغ عما إذا كانوا قد أعدوا الابن بشكل كاف لأن يعيش في بيت مستقل.
كثير من الأمهات، وهن غالبا مقدمات الرعاية، يكن أكثر عرضة من الآباء لأن يعانين من متلازمة العش الفارغ. ومع ذلك، أظهرت الأبحاث أن بعض الآباء أعربوا عن مشاعر أنهم غير مستعدين للتحول العاطفي الذي يتزامن مع مغادرة ابنائهم المنزل. فيما أعلن آخرون عن شعورهم بالذنب إزاء الفُرص الضائعة للمشاركة بشكل أكبر في حياة الابن قبل مغادرته للمنزل.
كثيرا ما يواجه الآباء المصابون بالمتلازمة تحديات جديدة، مثل إقامة نوع جديد من العلاقات مع ابنائهم، وإيجاد طرق أخرى لشغل وقت فراغهم، وإعادة الاتصال ببعضهم البعض، وعدم التعاطف من الآخرين الذين يعتقدون أن الآباء ينبغي أن يكونوا سعداء عندما يغادر ابنائهم المنزل.

## مسايرة المتلازمة
يُعتبر التواصل مع الابن واحدا من أسهل الطرق بالنسبة للآباء والأمهات بغرض مسايرة المتلازمة. وتتيح التطورات التكنولوجية مثل الهواتف المحمولة والرسائل النصية والإنترنت زيادة فرص هذا التواصل بين الآباء وابنائهم.
ويمكن للوالدين الذين يخوضون متلازمة العش الفارغ التخفيف من التوتر من خلال متابعة هواياتهم الخاصة واهتمامتهم لملء وقت فراغهم المتزايد. وكذلك مناقشة أحزانهم مع بعضهم البعض، أو مع الأصدقاء، والعائلة، أو المهنيين في مجال الصحة النفسية.
وقد أظهرت مجموعة متزايدة من الأبحاث حول الزواج أن وجود الأبناء يُقلل من نسبة الرضا الكلي أو السعادة في الزواج. فغالبا ما يُوَلِد الأطفال ضغوطا مالية على الزوجين، ويفرضون قيودا على الوقت، ويخلقون قدر كبير من الواجبات المنزلية، وخاصة بالنسبة للنساء. في المتوسط، فإنه يمكن للأزواج الذين لديهم أطفال أن يقضوا فقط ثلث الوقت معا بشكل خاص بخلاف مما كانوا يفعلون قبل أن ينجبوا أطفالا. وهكذا فإن الآباء المصابين بمتلازمة العش الفارغ يمكنهم إحياء العلاقة الخاصة بهم عن طريق قضاء المزيد من الوقت معا. وبدون أن يكون أطفالهم محور تركيزهم الأساسي خلال النهار، وقد عبّر العديد من هؤلاء الأزواج عن تحسن في نوعية الوقت الذي يقضونه معا.

## الاتجاهات الحديثة
في العقد الماضي، فقد غيّر المصطلح الذي يُسمى بجيل الارتداد(البالغين الذين يعودون للعيش مع والديهم) من ديناميات العش الفارغ. وقد استخدمت عدة عوامل مثل ارتفاع معدل البطالة وتقييد أسواق العمل لتفسير الزيادة الكبيرة في هؤلاء الأفراد. وأظهرت بيانات التعداد السكاني (الولايات المتحدة) لعام 2008 أن ما يصل إلى 20 مليونا من عمر 18-34 سنة (34 في المائة من تلك الفئة العمرية) يعيشون في المنزل مع والديهم. في حين أنه قبل عقد من الزمن لم يفعل ذلك سوى 15 في المائة من الرجال و 8 في المائة من النساء لنفس الفئة العمرية.

## الأعراض

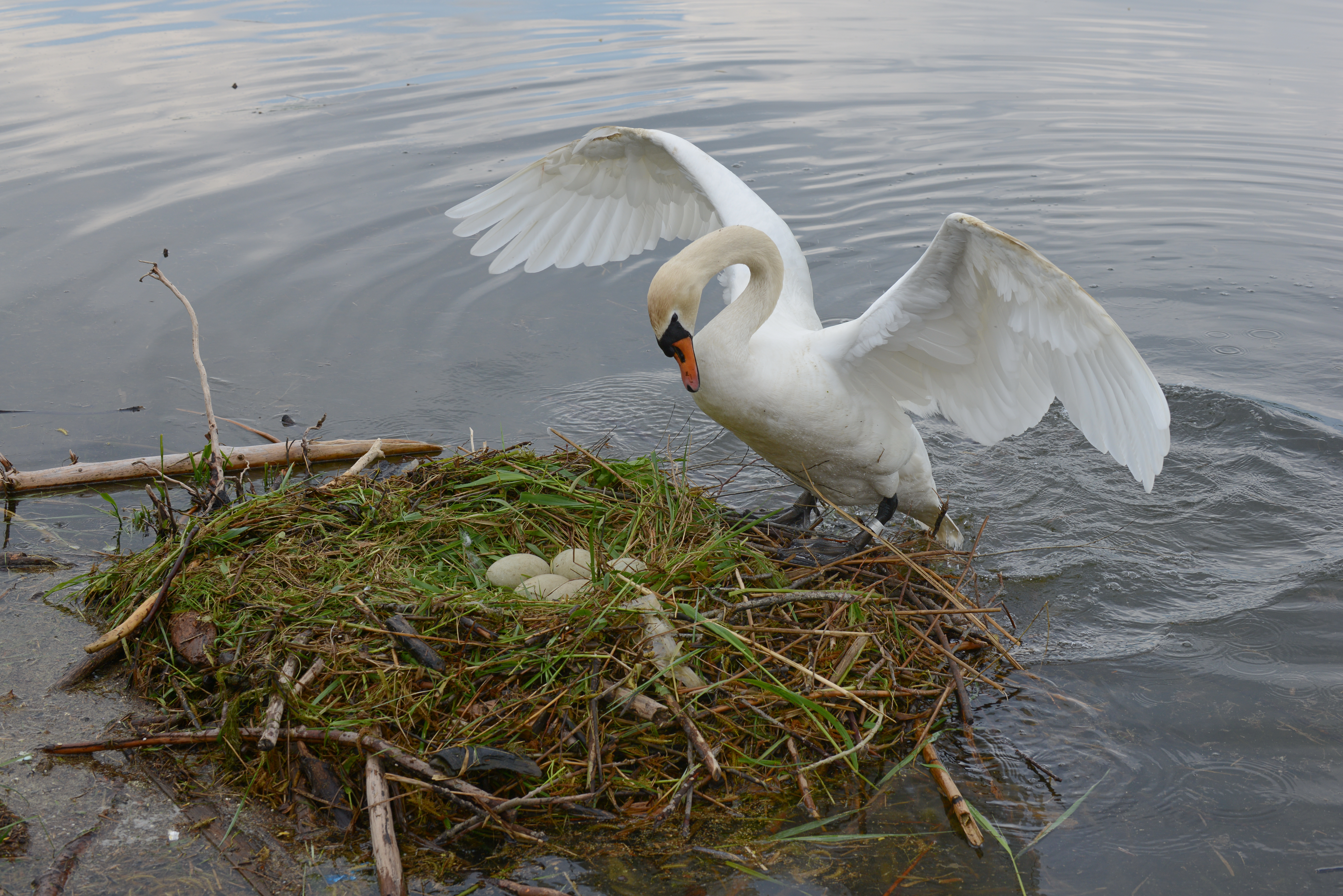
عش الطير مصمم للحفاظ على البيض حتى يفقس

كل الآباء المصابون بمتلازمة العش الفارغ، بالرغم من بعض العوامل قد تسبب استعدادا لذلك، هذه العوامل تتضمن عدم الاستقرار أو عدم الرضا في العلاقة الزوجية، الشعور بالذات المبني ابتداءا على الهوية الابوية أو  صعوبة في تقبل التغيير عموماالآباء الدائمون(ربات البيوت أو الآباء الذين يبقون بالمنزل) معرضون بشكل خاص للإصابة بمتلازمة العش الفارغالبالغون الذين يعيشون أحداث صعبة وموترة مثل وفاة الشريك، أو الإنتقال أو التقاعد معرضون كذلك للإصابة بهذه المتلازمة
أعراض متلازمة العش الفارغ تتضمن الإكتئاب، إحساس فقدان الشغف، القلق المزمن على حالة أبنائهم، الآباء الذين يعانون من متلازمة العش الفارغ يتساءلون أحيانا إذا كانوا قد أعدوا أبناءهم للعيش بشكل مستقل أم لا؟
العديد من الأمهات، أحيانا مقدمي الرعاية الأساسية، أكثر عرضة للإصابة بالمتلازمة من الآباء.عموما، الأبحاث تظهر أن بعض الآباء شعروا بأنهم غير مستعدين للانتقال العاطفي الذي يأتي ملازمة لمغادرة الأبناء البيت.آخرون أكدوا إحساس الذنب من خسارة فرصة أن يكونوا فعالين في حياة أبنائهم عندما كانوا يعيشون بنفس المنزل.
الآباء المصابون بالمتلازمة يواجهون تحديات جديدة، مثل إنشاء علاقة جديدة مع أبنائهم، إيجاد وسائل لملء أوقات فراغهم وإعادة الترابط مع بعضهم البعض، كما انهم يواجهون قلة تعاطف من الأشخاص المؤمنين بأن هؤلاء الآباء ينبغي أن يكونوا سعداء عند مغادرة أبنائهم المنزل.